# صداق

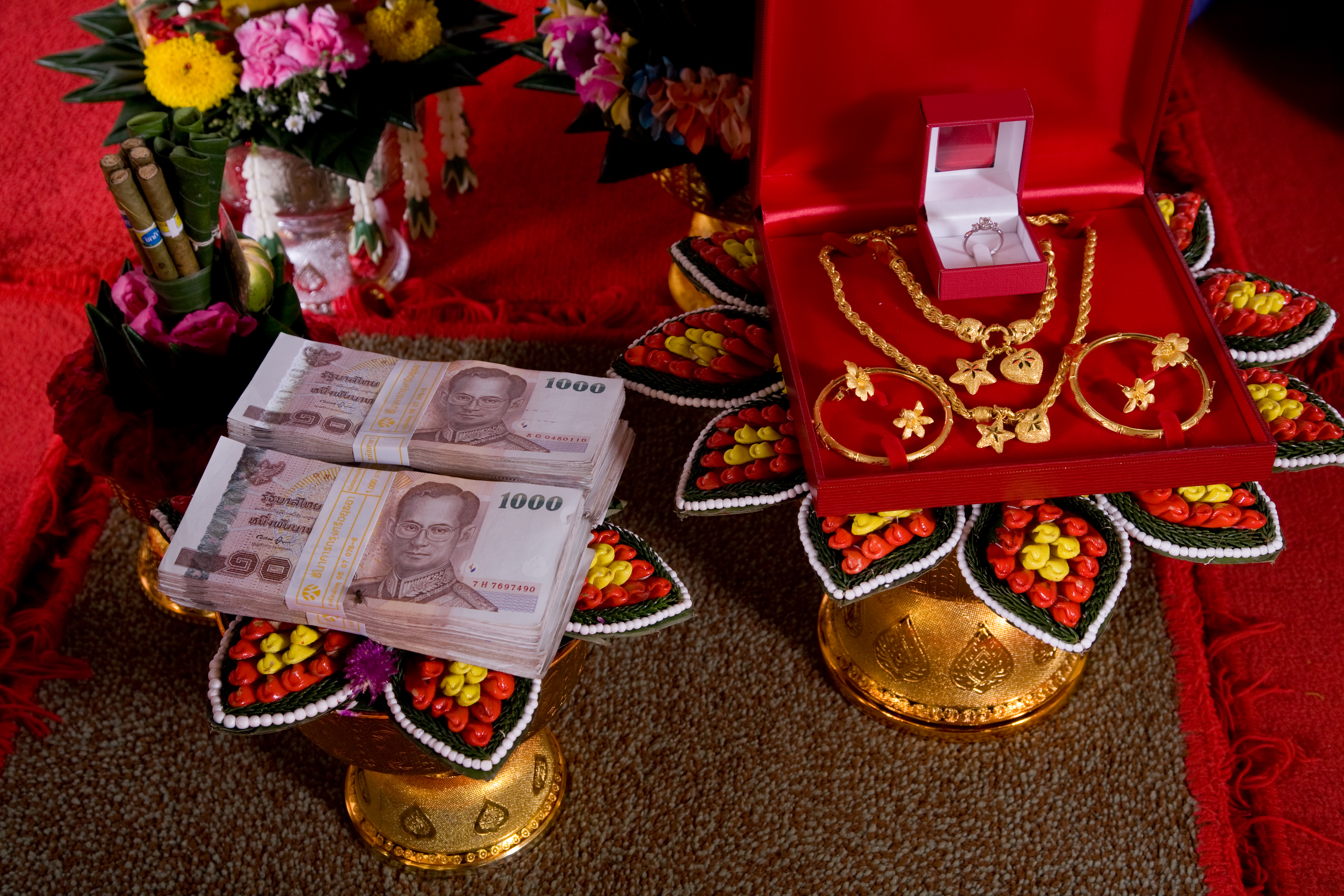
صداق خلال حفل زواج في تايلاند.

الصَّداق أو المَهْر: يُعرف المَهْر على أنه مبلغ من المال أو أيِّ ممتلكات أُخرى، يقدِّمها الزوج إلى زوجته، وهو من أهمِّ تقاليد الزواج في بعض الثقافات، ولكن بعض العادات والتقاليد المُتَّبعة في بعض البلدان تنظر لهذا الأمر من زاوية مختلفة.

## الصداق في الإسلام
المهر في الإسلام هو: قدر من المال يدفع للمرأة، ويقصد به الفريضة بمعنى: ما فرضه الله تعالى للمرأة، وجعله حقًّا لها. وأما ما عدا المفروض للمرأة بسبب عقد الزوجية؛ فهو «المتراضى عليه بعد الفريضة» أو «ما يُعْطَى للمرأة كنوع من التقدير والاحترام لها» وهو اعتراف من الزَّوج باستقلاليَّة زوجته؛ فهي تتسلَّمُ مَهرها عند زواجها به، فالمهر ليس سِعْرَ العروس لأنَّ الزواجَ في الإسلام ليسَ عبارة عن بيع عروسٍ لزوجها، ولأنَّ كرامة العروس وأهلها مُصانة في ظل الإسلام فليس لِزامًا على أَيٍّ منهم أَنْ يُقدِّمَ هديةً لجَذْبِ الخُطَّاب. بل إنَّ الرّجل هو الذي لابُدَّ أنْ يُقدِّمَ لعروسه هديَّةَ الزواج بها أو مَهْرَها وهو مِلْكٌ خالصٌ لها تتصرف فيه كيفما شاءَتْ، ولا يحقُّ لزوجها أو أهلها أَنْ يستمتعوا بجزء منه، أو تكون لأيِّهم عليه يدٌ. وتحتفظ المرأة بمهرها حتى وإنْ طُلِّقَتْ بعد ذلك، وزوجُها ليس له الحَقّ في أنْ يُقاسِمَها أيَّ جزءٍ من هذا المهر إلا أَنْ تعطيَهُ هي منه بمحض إرادتها عن طيب نفسٍ منها، يَقولُ الله تعالى في القرآنُ الكريمُ في ذلك: ﴿وآتوا النَّسَاء صَدُقَاتِهِنَّ نِحْلَةً فَإِن طِبْنَ لَكُمْ عَن شَيْءٍ مِّنْهُ نَفْسًا فَكُلُوهُ هَنِيئًا مَّرِيئًا.﴾ (النساء: 4).
فوَفْقًا للإرشادات التي جاءت في الآية الكريمة؛ يجب أَنْ تُعْطَى النِّسَاء مُهورَهن منحة خالصة من الله تعالى، حيث أمر أن يعطى لهن المهر بدافع من الوازع الديني لدى الرجل كأمرٍ مطلوب عليه، والتعبير القرآني: «نحلة» معناه وجوب إعطاء المرأة صداقها، عطية مبتدئة من الله تعالى، خالصة وليس سِعْرًا للعروس.

## الصداق في الثقافات المختلفة

### في المجتمع الأوربي القديم
المجتمع الأوروبي القديم'': كَانَ الآباء قديمًا في أوروبا يُعطونَ بناتِهم مبلغًا كبيرًا من المال كمهر في يوم عُرْسِهِنَّ لتصبح المرأةُ مِلْكًا لزوجها؛ فكانوا يرون في المهر باعثًا للرجال على الزواج من بناتهن.

### في الشريعةاليهودية
- اليهود: مع أَنَّ الشَّريعة اليَهُودِيّة تشترط دفع المهر من الزَّوْج لعروسه لإتمام الزواج، فإنَّ العائلة اليَهُودِيّة كَانَتْ تُحدّد جُزْءًا من تَرِكَةِ أبيها ليُدفعَ كمهر في حالِ زواجها. ولذا كَانَتْ البناتُ عِبْئًا ثقيلاً على كاهل الأب اليَهُودِيّ، وكان للزوج حقُّ التصرف في هذا المهر المدفوع من الأب كمالكٍ له غير أنه ليس له أَنْ يبيعَهُ، في حين أنَّ الزَّوْجة ليس لها أَيّ حَقّ في التصرف في هذا المهر منذ لحظة الزواج.
- المسيحية: ظلوا يتبعون نفس التقاليد اليهودية حتى عام 1530 م حيث طالبت كُلّ من السلطة الدينية والمدنية في الإمبراطورية الرومانية (بعد الملك قسطنطين) باتفاق حول الملكية كشرط في الزواج. غير أنَّ العائلاتِ التي لديها بنات استمرَّت تدفع المهر للزوج كهدية زواج تحت مُسمَّى الإيجار فحسب وليس الملكية. أَيْ أَنَّ الزَّوْجة لم تفَقَدْ حقوق الملكية فحسبْ، بل إنَّ زوجها قدْ يُنْكر حصوله على أية هدية منها. ولكن في ظل القانون الديني فإن للزوجة الحَقّ في استرداد مهرها في حالة فسخ الزواج إلا إنْ ضُبِطَتْ زانية.
- الهندوس: وساد نفس المفهوم عند الهندوس حيث يُطالَبُ الأب بدفع مهرٍ كبيرٍ جِدًّا ليجدَ زوجًا مُناسبًا لابنته.
- بعض الأفارقة: تعتبر بعض الجماعات الإفريقية أَنَّ المهر ما هو إلا سعر للعروس يدفعه الرجل للأب كتعويض عن ابنته.[4] [بحاجة لمصدر]
- العرب: كانوا يعتبرون المهر مِلكية خاصّة للعروس تفعل به ماتشاء.[بحاجة لمصدر][5]
- متوسط أسعار المهور في الدول:

ليس للمهور أسعار محددة فهذا يحدد بالاتفاق بين الطرفين (العريس ووالد العروس)

## الممارسات التاريخية

### أوروبا
كانت عادة المهر تمارس على نطاق واسع في أوروبا حتى أوائل العصر الحديث.
إحدى العقوبات الشائعة لاختطاف المرأة غير المتزوجة واغتصابها، هو أن المغتصب يقدم مهر للمرأة وكان يطبق حتى أواخر القرن العشرين ويطلق عليه اسم إكليل الزهور أو خرق الوعد.

### الهند
كانت ظاهرة المهر في جنوب آسيا موضوعاً مثيراً للجدل، ويعتقد بعض العلماء أن المهر كان يمارس في العصور القديمة والبعض الآخر لا يعتقد ذلك، حيث تشير تقارير شهود العيان التاريخية إلى أن المهر في الهند القديمة كان عديم الأهمية، وكانت للبنات حقوق الميراث التي كانت تمارسها العادة في وقت زواجها، وتشير الوثائق إلى أنه في بداية القرن العشرين كان ثمناً للعروس، بدلاً من المهر هو العرف الشائع، والذي أدى في الغالب إلى بقاء الأولاد الفقراء غير متزوجين.

### أمريكا

#### ثقافاتالسكان الأصليين
وفقا لدراسة في مجال علم سلوك الإنسان لثقافات الشعوب الأصلية في مختلف أنحاء العالم، فإن حوالي ستة بالمئة من ثقافة الشعوب الأصلية في أمريكا الشمالية تمارس ثقافة التبادل، بما ذلك تقديم هدايا بين عائلات العروس والعريس.

#### المكسيك
جلب المستعمرون الإسبان عرف المهر إلى المكسيك حيث أعطت قوانين إسبانيا العرائس الحق في السيطرة على مهرهن بعد الزواج، خلافا للممارسة الأوروبية المعتادة لتحويل المهر إلى سيطرة العريس وأسرته.
النساء في الممارسة العملية، غالبا ما يسيطرن على مهرهن بعد الزواج، وقد يُمنح الزوج أموالا من المهر للاستثمار من أجل المنفعة المتبادلة للزوجين وأطفالهما، لكن الزوجات غالباً ما يستخدمن أموالاً من مهورهن لتشغيل أعمالهن الخاصة، كمزادات البقالة، وحافظات التافرن، وأصحاب المتاجر في المناطق الحضرية.

#### الولايات المتحدة الأمريكية
كان المهر هو العرف الذي جلبته الولايات المتحدة إلى المستعمرين من إنجلترا وأماكن أخرى في أوروبا. تقول إحدى الأساطير كيف أن جون هول، سيد النعناع في بوسطن وهو رجل ثري، حدد المهر لزواج ابنته هانا من صموئيل سيول. ويقال إن هول وضع ابنته البالغة من العمر 18 عاما على جانب واحد من الموازين الكبيرة في مستودعه، قام بتكديس شلنات في الكفة الأخرى من الميزان، حتى وصل وزنها بالفضة، وكان ذلك مهرها.

#### البرازيل
كان المهر هو العرف الذي جلبه المستوطنون البرتغاليون إلى البرازيل. يعني الاقتصاد الاستعماري أن للعائلات مصلحة كبيرة في توريث الأرض بشكل خاص. وكما هو الحال في أوروبا، كانت الابنة الكبرى تُمنح عادة أكبر مهر من والدتها. لم تكن التباينات غير معتادة، كما أظهرت الأبحاث في ساو باولو، 31٪ من الآباء أعطوا مهورًا متزايدة الحجم للبنات الأصغر سناً، و 21٪ من المهور لم يراعوا أي تفضيل معين على ترتيب البنات.